# Schöne Frau im Mond
Schöne Frau im Mond ist der Titel eines langsamen Walzers, den Wilhelm Gabriel unter seinem Künstlernamen Jerry Wiga 1929 zu dem Fritz-Lang-Stummfilm Frau im Mond geschrieben hat.  Den Text dazu dichteten Charles Amberg und der Musikverleger Armin Robinson.
Die Formulierung „zu dem Film“, wie es auf den Plattenetiketten heißt, legt nahe, dass die Komposition erst nach dem Erscheinen des Films vorgelegt wurde, und nicht Bestandteil der Illustrationsmusik war, die Willy Schmidt-Gentner geschrieben hatte.
Sie erschien 1929 im Musikverlag Alrobi Berlin. Mehrere Schallplattenaufnahmen bekannter Kapellen existieren davon.

## Kehrreim
Schöne Frau im Mond!

Wohnst du nur im Mond?

Oder kommst du nachts zu mir in Träumen,

Nur in Träumen,

Ganz diskret im geheimen?

Du schöne Frau im Mond,

Steig herab vom Mond!

Nur ein Kuß von dir und ich bin königlich belohnt,

Du schöne Frau im Mond.

## Notenausgaben
- Schöne Frau im Mond. English Waltz zu dem Fritz Lang-Film „Frau im Mond“. Musik: Jerry Wiga, Text: Armin Robinson, Charles Amberg; Klavier arr. Nico Dostal. Alrobi Musikverlag GmbH. Berlin, c 1929.
- Jerry Wiga: Schöne Frau im Mond. Besetzung: Salonorchester. UFA Musikverlag Best-Nr.: UFA12706

## Tondokumente
- Schöne Frau im Mond. English Waltz (Jerry Wiga, Text: Armin Robinson, Charles Amberg) zu dem Film „Die Frau im Mond“. Marek Weber und sein Orchester, mit Refraingesang. Electrola E.G.1614 (BNR 821-2), aufgenommen im Beethoven-Saal zu Berlin.
- Schöne Frau im Mond. English Waltz (J. Wiga, A. Robinson, Ch. Amberg) zu dem Film „Die Frau im Mond“. Fred Bird Rhythmicans, Gesang Luigi Bernauer. Homocord 4-3370, Matr.Nr. H 62 177 / Made in Germany 1930[5]
- Schöne Frau im Mond. English Waltz (H. Wiga, A. Robinson, Ch. Amberg)  Tanz-Orchester Géza Komor mit Gesang: Kurt Mühlhardt. Colorit (Biegsame Platte) von Tri-Ergon 3061 (Matr. 03213) Febr. 1930
- Schöne Frau im Mond. English Waltz (H. Wiga, A. Robinson, Ch. Amberg)  Tanz-Orchester Harry Jackson mit Gesang: Kurt Mühlhardt. Tri-Ergon T.E.5780 (Matr. 03213-m2) Febr. 1930
- Der Titel erscheint auch in dem Schlagerpotpourri „Hallo 1930“ von Walter Borchert: Paul Godwin’s Jazz-Symphoniker mit Refraingesang, auf Grammophon (30 cm) Nr. 27 166 / B 61 556 (Matr. 377 u. 378 ½ BS) mech. copyr. Berlin 1930[6]